# Élections législatives fidjiennes de 1992
Des élections législatives ont lieu aux Fidji du 23 au 30 mai 1992, pour renouveler l'ensemble des soixante-dix sièges de la Chambre des Représentants, chambre basse du Parlement.
Les députés sont élus avec un mandat de cinq ans. Le gouvernement (premier ministre et ministres) émane de sa majorité.

## Contexte et partis politiques
Le général Sitiveni Rabuka avait pris le pouvoir par un coup d'État militaire en 1987, renversant le gouvernement travailliste du premier ministre Timoci Bavadra, issu des élections précédentes en 1987. Alléguant la nécessité de sauvegarder la suprématie de la population autochtone, Rabuka avait restreint les droits politiques des Indo-Fidjiens, descendants de migrants venus d'Inde à la fin du XIXe siècle et au début du XXe siècle. En particulier, une nouvelle Constitution en 1990 garantissait une majorité de sièges au Parlement pour les autochtones. Sous cette Constitution (abrogée par la suite en 1997), les électeurs catégorisés comme autochtones élisent trente-sept députés, nécessairement autochtones, et les électeurs catégorisés comme 'Indiens' élisent vingt-sept députés issus de leur communauté, malgré la quasi-parité démographique entre ces deux principales communautés. Un siège revient aux autochtones polynésiens de Rotuma, et les cinq autres sièges sont réservés aux représentants des autres minorités, confondues - c'est-à-dire notamment les citoyens d'origine ethnique 'européenne' ou 'asiatique' (autre qu'indienne). En outre, la tête du gouvernement est réservée aux Fidjiens autochtones.
Avant le coup d'État, les Fidji étaient un royaume du Commonwealth ; la Constitution de 1990 voulue par la dictature militaire instaure une république parlementaire, où le premier ministre demeure issu d'une majorité parlementaire élue, et où un président de la République remplace le Gouverneur général au poste essentiellement symbolique de chef de l'État.
À la suite du coup d'État, il n'y a pas de Parlement sortant ; le scrutin de 1992 vise à restaurer une forme de démocratie, dans le cadre toutefois de la nouvelle Constitution qui garantit la suprématie politique des représentants autochtones. Sitiveni Rabuka avait renoncé au pouvoir après l'avoir pris par la force des armes, et de 1987 à 1992 le pays est ainsi administré par un 'gouvernement de transition' sous l'autorité de Ratu Sir Kamisese Mara, "père de l'indépendance" - avec Rabuka toutefois comme vice-premier ministre à partir de 1991. Rabuka brigue désormais un mandat électoral pour prendre la direction du pays, à la tête de son parti Soqosoqo ni Vakavulewa ni Taukei ('parti politique autochtone', SVT). Ce parti obtient le soutien explicite du Grand Conseil des Chefs, qui exerce une grande influence sur la population autochtone. Face à lui, les deux principaux partis d'opposition se sont unis en une coalition, fragilisée toutefois par divers désaccords : le Parti de la Fédération nationale (NFP), représentant principalement la population rurale indo-fidjienne, et le Parti travailliste fidjien (FLP), principal mouvement de centre-gauche, multi-ethnique et issu des forces syndicales, mais soutenu surtout par des Indo-Fidjiens. Le Parti des Électeurs généraux (GVP) représente les intérêts des 'petites' minorités ethniques (électeurs blancs, asiatiques, métis…), mais ne se place pas dans l'opposition. Sakeasi Butadroka, personnalité de longue date de l'extrême droite autochtone ultra-nationaliste, partisan de la déportation de tous 'Indiens', jugeant Rabuka trop modéré, se présente à la tête de son Front nationaliste fidjien unifié. Enfin, et a contrario, Apisai Tora fonde un parti appelé Congrès national, présenté comme modéré et multiethnique,.

## Résultats
| Parti                    | Parti                              | Voix    | %     | +/-   | Sièges | +/-           |
| ------------------------ | ---------------------------------- | ------- | ----- | ----- | ------ | ------------- |
|                          | Soqosoqo ni Vakavulewa ni Taukei   | 154 656 | 43,64 | Nv    | 30     | 30            |
|                          | Parti de la fédération nationale   | 56 951  | 16,07 | 15,61 | 14     | 14            |
|                          | Parti travailliste                 | 56 948  | 16,07 | 31,00 | 13     | 15            |
|                          | Front nationaliste fidjien unifié  | 29 722  | 8,39  | 6,91  | 3      | 3             |
|                          | Congrès national                   | 28 189  | 7,95  | Nv    | 0      | en stagnation |
|                          | Soqosoqo ni Taukei ni Vanua        | 9 321   | 2,63  | 1,78  | 2      | 2             |
|                          | Parti des Électeurs généraux       | 5 079   | 1,43  | Nv    | 5      | 5             |
|                          | Parti libéral des fidjiens indiens | 1 783   | 0,50  | Nv    | 0      | en stagnation |
|                          | Indépendants                       | 11 708  | 3,30  | 2,61  | 3      | 3             |
|                          |                                    |         |       |       |        |               |
| Votes valides            | Votes valides                      | 236 599 | 98,74 |       |        |               |
| Votes blancs et nuls     | Votes blancs et nuls               | 3 013   | 1,26  |       |        |               |
| Total                    | Total                              | 239 612 | 100   | –     | 70     | 18            |
| Abstentions              | Abstentions                        | 77 153  | 24,36 |       |        |               |
| Inscrits / participation | Inscrits / participation           | 316 765 | 75,64 |       |        |               |

## Analyse
Une scission politique s'opère nettement entre les communautés ethniques. Le SVT de Rabuka remporte une majorité écrasante dans les circonscriptions autochtones (30 sièges sur 37), où la coalition d'opposition ne remporte aucun siège. A contrario, les Travaillistes et le NFP remportent l'ensemble des sièges 'indiens'. Le GVP obtient l'ensemble des cinq sièges accordés aux 'électeurs généraux'. Le Congrès national obtient 8 % des voix, mais aucun siège. Pour gouverner, Rabuka doit avoir la confiance d'au moins trente-cinq députés ; il l'obtient grâce au soutien du GVP, ainsi que de l'unique député rotumien (sans étiquette).